# Detroit (Oregon)
Detroit és una població dels Estats Units a l'estat d'Oregon. Segons el cens del 2000 tenia 262 habitants.

## Demografia
Segons el cens del 2000, Detroit tenia 262 habitants, 119 habitatges, i 69 famílies. La densitat de població era de 190,9 habitants per km².
Dels 119 habitatges en un 21,8% hi vivien nens de menys de 18 anys, en un 47,1% hi vivien parelles casades, en un 10,1% dones solteres, i en un 41,2% no eren unitats familiars. En el 33,6% dels habitatges hi vivien persones soles el 16% de les quals corresponia a persones de 65 anys o més que vivien soles. El nombre mitjà de persones vivint en cada habitatge era de 2,2 i el nombre mitjà de persones que vivien en cada família era de 2,77.
Per edats la població es repartia de la següent manera: un 22,1% tenia menys de 18 anys, un 5% entre 18 i 24, un 23,3% entre 25 i 44, un 33,2% de 45 a 60 i un 16,4% 65 anys o més.
L'edat mediana era de 45 anys. Per cada 100 dones de 18 o més anys hi havia 100 homes.
La renda mediana per habitatge era de 32.250$ i la renda mediana per família de 35.156$. Els homes tenien una renda mediana de 41.875$ mentre que les dones 22.188$. La renda per capita de la població era de 19.857$. Aproximadament el 17,9% de les famílies i el 16,1% de la població estaven per davall del llindar de pobresa.

## Poblacions més properes
El següent diagrama mostra les poblacions més properes.